# Sopravvissuti (serie televisiva)
Sopravvissuti è una serie televisiva italiana trasmessa in prima serata su Rai 1. La prima stagione è andata in onda dal 3 ottobre al 1º novembre 2022. È diretta da Carmine Elia, prodotta da Rai Fiction, ZDF, France Télévisions e Rodeo Drive ed ha come protagonista Lino Guanciale. È scritta da Viola Rispoli, Massimo Bacchini, Sofia Bruschetta, Ivano Fachin, Giovanni Galassi e Tommaso Matano.

## Trama
L'Arianna è un'elegante imbarcazione a vela di grandi dimensioni, la quale viene chiamata così in onore della figlia defunta del suo armatore, che sta per compiere un lungo viaggio da Genova alle isole Canarie per scopi di beneficenza ma a distanza di una settimana dalla partenza la barca va incontro ad una violentissima tempesta e a seguito di una tromba d'aria che investe l'imbarcazione, questa scompare nel nulla e perde ogni segnale radar. Dopo un anno alla deriva e senza avere più avuto notizie certe, il relitto viene finalmente ritrovato presso le coste venezuelane; tuttavia con grande sorpresa e anche dolore da parte dei parenti, solo sei dei dodici passeggeri a bordo che erano partiti fanno ritorno e ad essi se ne aggiunge uno, sconosciuto. Tutti i sopravvissuti, ancora sconvolti emotivamente e mentalmente dalle mille paure affrontate e deperiti fisicamente per aver patito la fame, la sete e la solitudine più inquietante, sono profondamente cambiati e per loro il desiderio di tornare alla normalità e dimenticare l'inferno vissuto in mare aperto si palesa sempre come un miraggio irraggiungibile. Oltre a ciò è presente l'emozionante quanto difficile ricongiungimento con la vita persa durante la scomparsa e il rapporto con i propri cari, i quali si rendono presto conto di avere di fronte delle persone ancora segnate dalla tragedia, divenute a tratti irriconoscibili a causa di numerosi tormenti interiori. Col tempo si intuisce che tutti i sopravvissuti sono legati da molti oscuri segreti, laceranti bugie ed infine soprattutto da una verità così terribile da essere per loro inconfessabile e che porta a voler indagare e a capire cosa sia realmente accaduto su quella nave.
Cosa è successo agli altri viaggiatori? Come e che cosa hanno fatto i superstiti per restare in vita? A quale prezzo? Mentre le vite dei sopravvissuti e dei loro cari riprendono con fatica, su tutti loro incombe il peso della disgrazia vissuta e di una misteriosa catena di logoranti segreti che gli ex naufraghi sono costretti a mantenere e a sopportare in silenzio da soli per poter proteggere sé stessi e le persone che li circondano da una realtà molto dolorosa.

## Episodi
| Stagioni       | Episodi | Prima TV |
| -------------- | ------- | -------- |
| Stagione unica | 12      | 2022     |

## Personaggi e interpreti

### Personaggi principali
- Luca Giuliani, interpretato da Lino Guanciale.
 Capo del cantiere che ha organizzato la traversata nonché amico fraterno della defunta Arianna, diventa il comandante della barca. Coraggioso, volitivo, buon padre di famiglia e generoso, parte per il viaggio lasciando a terra la propria famiglia affidandola all'amico Stefano. In barca è il leader che tiene uniti tutti e che li sprona a mantenere integra la loro umanità, nella speranza di tornare a casa e, una volta tornati a Genova, è il punto di riferimento per i sopravvissuti sebbene anch'egli, senza darlo a vedere, sia perseguitato dai dolorosi ricordi della infernale esperienza vissuta sull'Arianna. Grazie alla sua forza di volontà, al voler ricominciare a vivere assieme ai suoi cari e lasciarsi la tragedia alle spalle, fa di tutto per tenere nascosto il segreto che lo incatena all'Arianna, aiutando e rimanendo vicino ai suoi vecchi compagni di viaggio, in particolare Nino e Lorenzo. Ha un momento di grande sconforto quando scopre che sua moglie Sylvie e il suo amico fraterno Stefano durante il periodo della sua scomparsa in mare hanno avuto una relazione, sentendosi così ferito e tradito. Dopo un confronto avuto con Lorenzo, fratello di Stefano, Luca capisce di voler dare al suo matrimonio un'altra possibilità poiché non è affatto disposto a perdere la sua famiglia a seguito del tremendo anno che ha trascorso in mare nel tentativo di sopravvivere, dichiarando a Sylvie che se è ancora vivo è stato solo grazie al pensiero e alla speranza di riabbracciare lei e le loro figlie. Tuttavia, il peso degli enormi segreti che Luca è costretto a non rivelare per proteggere se stesso, i sopravvissuti e i membri della sua famiglia lo porta ad avere grandi conflitti ed incomprensioni proprio con questi ultimi, tanto da rischiare di perdere tutto e rimanere da solo.
- Lorenzo Bonanno, interpretato da Giacomo Giorgio.
 È un altro dei sopravvissuti ed è il fratello di Stefano, con il quale non ha un buon rapporto. Esce dal carcere dopo quattro anni e si imbarca sull'Arianna all'apparenza per cercare riscatto e riprendere in mano la sua vita persa negli anni dietro le sbarre, ma durante la traversata si capisce che è salito a bordo portandosi una pistola con un oscuro doppio fine. Ombroso, determinato, diffidente, freddo e spavaldo, Lorenzo, dopo la tempesta che colpisce l'Arianna, farà emergere il lato più tenace e spietato del suo carattere, pur di sopravvivere ad ogni costo, arrivando ad avere duri conflitti con il resto dell'equipaggio, in particolare con Luca ed Armando, poiché non si fida affatto delle loro scelte e delle loro azioni. In mare, costringe i naufraghi a prendere una decisione disumana, quando si scopre che Malika è malata di tubercolosi e quando viene spiegato che il rischio di contagio è troppo alto. Dopo aver assassinato Armando, seppur istigato e convinto da Gabriele, assieme al giovane Clementi prende momentaneamente il comando e il controllo della barca con la minaccia della sua pistola e, con atteggiamento prepotente e violento, si adopera a mantenere l'ordine tra i passeggeri per razionare il più possibile le provviste del cibo e soprattutto dell'acqua. Una volta tornato a Genova, però, sembra essere cambiato, mostrando di aver sviluppato con Luca una grande intesa e complicità aiutandolo a prendere le decisioni migliori per il gruppo affinché nessuno venga a sapere cosa nascondono realmente, preoccupandosi per Tano, supportando Marta e prendendosi cura di Alex, una ragazza straniera anch'ella sopravvissuta e con la quale ha una relazione. Mostra tuttavia ancora tracce del suo carattere deciso e a tratti impulsivo e battagliero, assieme ai segni del peso dei ricordi e dell'inconfessabile segreto che lo lega agli altri naufraghi riguardo a ciò che è successo davvero sulla barca. Insieme a Luca, è il sopravvissuto che più di tutti riesce a nascondere i suoi turbamenti interiori, a gestire al meglio la tensione e il nervosismo dovuto al ritorno alla vita quotidiana e a rispondere a tono alle pressioni da parte di Anita, disposta a tutto per scoprire la verità nascosta dai sopravvissuti.

Quando scopre che Alex forse intende scappare da sola da Genova e che nasconde un telefono, in un primo momento teme che sia stata lei a tradire il gruppo dei sopravvissuti e, preso da un attimo di rabbia e delusione per essere stato ingannato per tutto quel tempo da lei, le ordina di raccontargli la verità minacciandola con una pistola. Ma quando Alex gli rivela in lacrime che il proprio intento è solo quello di aiutare la sua amica Karin a scappare e di riavere con sé grazie a quest'ultima il proprio figlio piccolo, Lorenzo decide di aiutarla a trovare i soldi necessari per risolvere la delicata questione.
- Gaetano "Tano" Russo, interpretato da Vincenzo Ferrera.
 Operaio del cantiere navale, è un uomo profondamente religioso e di buon cuore che ha subito una terribile tragedia: la morte del figlio Simone annegato quando aveva 10 anni. Quando si imbarca sull’Arianna lo fa anche per cercare di voltare pagina e riprendersi dal grave lutto. A bordo, mentre sono ancora in mare dopo la brutale tempesta che li ha fatti disperdere nel nulla, Tano insieme a Luca e ad Armando è il primo a cercare di incoraggiare e a spingere i sopravvissuti a non perdere le speranze e a dare il proprio contributo per affrontare insieme la complessa situazione. Lega tanto con la giovane Lara Mayer e ad avvicinarli principalmente è il dolore che hanno in comune entrambi per aver perso qualcuno di molto caro: lui suo figlio e lei suo fratello Matteo. Inoltre Tano, come altri, si oppone con fermezza alla decisione di trasbordare Malika dall'Arianna e quando la ragazza viene abbandonata in mare, è dilaniato dai sensi di colpa poiché gli ricorda ciò che accadde al figlio e lui non poté fare niente per salvarlo. Man mano che il tempo passa, l'uomo comincia a perdere la ragione avendo visioni sul figlio e frequenti attacchi deliranti. Tornato a Genova, scopre che sua moglie Paola ha avuto un altro bambino da lui, ma, ancora sconvolto dai traumi subiti durante la traversata per sopravvivere e tormentato dai segreti che lo legano all'Arianna, si isola da tutto e da tutti tenendo lontana Paola e il secondo figlio Filippo poiché incapace di affrontare e superare il dolore. Tano dovrà cercare di prendere le distanze dal tremendo passato che lo incatena e ricominciare una nuova vita con la sua famiglia, soprattutto quando Paola si offre di sostenerlo. Quando Tano finalmente sembra ritornare a vivere riavvicinandosi a Paola e al piccolo Filippo, scopre qualcosa riguardante Simone, ma prima di poterlo a sua volta rivelare a Paola o alla polizia viene assassinato. La sua scomparsa, oltre a segnare tutti, metterà in allarme i sopravvissuti poiché sospetteranno che qualcuno che forse loro conoscono li vuole eliminare uno ad uno.
- Anita Clementi, interpretata da Pia Lanciotti.
 È una ispettrice di polizia che ha cresciuto l'amatissimo figlio Gabriele da sola. Testarda, intuitiva, molto determinata, quando Gabriele scompare ha un duro crollo emotivo. È l'unica ad intuire fin da subito, dopo aver sentito le loro dichiarazioni in procura, che i sopravvissuti nascondono qualcosa di oscuro riguardante l'Arianna e si convince che il figlio non sia morto durante la tempesta come tutti hanno confermato e che i superstiti continuino a mentire. Non riuscendo a darsi pace, investiga per proprio conto, anche contro gli ordini e i rimproveri del vicequestore e malgrado le raccomandazioni del suo collega e amico Ivan, arrivando a rifugiarsi nell'alcool e ad assumere atteggiamenti poco ortodossi e professionali: giunge addirittura a puntare, ubriaca, una pistola contro Lorenzo (da lui provocata con insinuazioni su Gabriele) ed Alex, poiché vuole sapere chi sia davvero quest'ultima e come abbia fatto a salvarsi nella traversata; è intransigente nei confronti di Tano e, per mettergli pressione e indurlo a confessare, lo tempesta di domande sul perché continui a parlare da solo e si isoli dal mondo. Inoltre, continua a discutere con Marta, sua nuora, la quale, stufa delle sue insistenze, finisce con il denunciarla facendola sospendere. Seppur con titubanza, al suo fianco c’è solo il fido collega Ivan De Santis, a raccomandarle prudenza e ad aggiornarla sulle indagini effettuate. La sua tenacia e ostinazione sarà infine premiata quando riuscirà ad ottenere ed esporre le prove necessarie che spingeranno tutti a ricredersi sulla sincerità dei sopravvissuti, soprattutto quando un misterioso ed abile killer comincerà a seminare il panico tra di loro e ad attirare sui naufraghi fin troppa attenzione.
- Alex / Grete, interpretata da Sophie Pfenningstorf.
 Enigmatica, di poche parole ed introversa, è una giovane senza identità che viene salvata insieme agli altri sei membri del gruppo. Vive assieme a Lorenzo, con il quale intrattiene una relazione sentimentale. Lorenzo cerca di farla ambientare nella nuova casa e sembra volerne proteggere l'identità tingendole all'inizio della serie i capelli, che da biondo scuro diventano neri. Dopo qualche tempo, viene rivelato (all'insaputa di Lorenzo e del gruppo dei sopravvissuti) che il suo vero nome è Grete, che segretamente si tiene in contatto telefonico con una certa Karin e che ha un figlio che vorrebbe assolutamente rincontrare e raggiungere in Venezuela. Quando viene scoperta dal giovane Bonanno, quest'ultimo, sentendosi usato e tradito, pretende di sapere la verità. La ragazza, messa alle strette e pentita di aver mentito, gli racconta di avere un figlio di nome Alex (da cui lei ha preso il nome per non farsi trovare da un altro gruppo sull'isola) e del ruolo di Karin, una sua amica fidata a cui ha affidato il figlio per proteggerlo, che lei vuole aiutare a scappare perché la raggiunga assieme al bambino. Attraverso il confronto con Lorenzo, Alex fa capire che lei è stata la compagna della persona che tutti i sopravvissuti temono e che è il padre di suo figlio. Lorenzo, una volta capita la situazione e calmatosi, come prova del suo amore per Alex, decide di aiutarla a ritrovare l'amica e a salvare il bambino.
- Marta Silvestri, interpretata da Camilla Semino Favro.
 Moglie di Gabriele. Donna riflessiva, buona e forte. Durante la traversata scoprirà un lato oscuro di suo marito che metterà in crisi il loro rapporto ed equilibrio. Al ritorno a casa scopre di aspettare un bambino, della cui paternità viene sospettato Luca. All'inizio Marta, ancora sconvolta dagli eventi vissuti sull'Arianna e stanca delle pressioni da parte di Anita, manifesta di voler abortire nonostante abbia raggiunto il quarto mese di gravidanza e abbia quindi superato la data prestabilita dalla legge. Tuttavia, dopo aver avuto un confronto con Paola, la quale le racconta con sincerità ed emozione che durante la scomparsa di Tano proprio nel piccolo Filippo ha trovato la forza di ricominciare a vivere e soprattutto credere nel ritorno del marito, Marta capisce che la sua gravidanza è un miracolo e può essere per lei la possibilità di rifarsi una vita dopo gli eventi vissuti in mare aperto e dopo aver trascorso la sua esistenza nell'ombra di Gabriele, annullandosi per lui. Il suo bambino è in realtà figlio di Gabriele, ma frutto di una violenza carnale inflittale dal marito mentre erano ancora sulla barca (e di cui forse solo Lorenzo è a conoscenza): perciò, per vendicarsi, Marta ha accusato Gabriele di aver terminato la poca acqua che avevano a disposizione facendo in modo che i sopravvissuti lo gettassero in mare, avvalendosi alla regola da lui stesso imposta sul "chi ruba, muore". Marta tenterà infine di riallacciare il rapporto con Anita per il bene del figlio, ma mentendole su come sia morto Gabriele.
- Léa Dumont, interpretata da Adèle Wismes.
 Orfana di madre, è l'amante di Armando Leone e una dei sopravvissuti. Altezzosa, esuberante e sfrontata, ha avuto un feeling con Lorenzo durante la traversata. Ritornata a casa dopo il tremendo anno trascorso in mare aperto, viene cacciata dalla villa che il compagno le aveva lasciato in eredità dalla moglie di lui, Bianca, che ha sempre ritenuto la giovane Léa la causa della fine del loro matrimonio. Nel corso degli eventi, a seguito del rientro a Genova, si mostra sempre più taciturna e diffidente e sembra intrattenere con tutti i naufraghi (soprattutto con Luca e Lorenzo) un rapporto molto aspro e di mal sopportazione dacché essi ritengono che sia stata lei a metter tutti in pericolo. Al contempo, Léa matura una maggiore determinazione per ricominciare una nuova vita da sola, anche dopo la morte, avvenuta per mano di Lorenzo e di Gabriele, di Armando, che l'ha segnata profondamente. Di ritorno a Genova, incontra la propria sorella gemella, Adéle, con la quale tornano a galla vecchi rancori e conflitti, che si mantiene facendo la prostituta ma è a sua volta decisa a cambiare vita. Quando Adéle muore in circostanze poco chiare Léa temendo per la sua vita, ne assume l'identità e, dopo aver fornito ad Anita e a Ivan indizi e prove contro i sopravvissuti riguardo la morte di Armando Leone, fugge momentaneamente da Genova.
- Nino Berger, interpretato da Luca Castellano.
 Figlio diciassettenne di Giulia e Frank, ha subito un radicale cambiamento di carattere durante la traversata: era un ragazzo timido e innocuo, reiteratamente perseguitato da bullismo a scuola ed era partito con i genitori per sottrarsene e al contempo per restare accanto alla madre in difficoltà. Tuttavia, fatto ritorno a Genova orfano, è visibilmente tormentato dal senso di colpa per esser lui sopravvissuto, a differenza dei suoi genitori. È divenuto freddo, aggressivo e spigoloso, diffidente nei confronti di tutti, ad eccezione di Luca. L'unica parente in vita, cui viene affidato, è la zia Titti, sorella della madre, ma verso di lei si mostra rancoroso ed ostile poiché sull'Arianna, durante la traversata, aveva saputo che era lei ad aver avuto una relazione clandestina con Frank. Tuttavia, si intuisce che il giovane vuole ancora bene a Titti ed è persino protettivo nei suoi confronti. Nino ha sempre avuto in segreto una cotta per Maia, la figlia di Luca e, quando la ragazza si offre di aiutarlo nello studio dopo il suo rientro, i due entrano lentamente in confidenza, tanto che Nino capisce di amarla ancora nonostante ora Maia stia frequentando Roberto, il migliore amico dello stesso Nino.

### Personaggi secondari
- Armando Leone, interpretato da Luca Biagini.
 È un uomo di mare coraggioso, buono e risoluto, un armatore che ha fondato con la moglie Bianca il cantiere Leone, felice poi di lasciarlo in eredità alla amatissima figlia Arianna, di cui dà il nome alla barca più bella del suo arsenale. Dopo la malattia e la morte di lei, Armando decide di affidare dunque il cantiere ai due migliori amici della figlia, Luca e Stefano. Innamoratosi della giovane Léa, decide di imbarcarsi sul viaggio inaugurale dell'Arianna, insieme con gli sponsor, e la giovane amante. Dopo la terribile tempesta che ha distrutto la barca, in molti, anche tra i sopravvissuti, lo ritengono responsabile dei gravi danni subiti, dato che non ha invertito la rotta come gli aveva consigliato invece Luca per evitare la violenta tromba d'aria: soprattutto Lara lo accusa della morte del fratello Matteo. Sull'Arianna si sposa simbolicamente con Lèa, ma poco tempo dopo viene ucciso da Gabriele e Lorenzo per timore di un contagio di massa quando si manifestano in lui febbre e tosse, temuti sintomi di tubercolosi che potrebbe aver preso sostentando l'ammalata Malika. La sua morte lascerà un grande vuoto nella vita di Luca, che lo amava come un padre, e soprattutto in Léa, che pur non essendone innamorata lo considerava un punto di riferimento per la sua nuova vita, tanto che al ritorno a Genova avrà molta difficoltà a ricominciare a vivere senza di lui.
- Sylvie Giuliani, interpretata da Stéfi Celma.
 È la moglie di Luca Giuliani e madre di Maia e Camilla. È una donna di origini francesi, dal temperamento allegro e passionale, colta ed intelligente, ama suo marito e le due figlie Maia e Camilla. La scomparsa dell'Arianna e di Luca la faranno cadere in un profondo stato di solitudine, di incertezza e di sofferenza, tanto che, nell'anno in cui l'equipaggio dell'Arianna scompare nel nulla, si avvicina molto a Stefano, il migliore amico di Luca e da sempre innamorato segretamente di lei. Credendo oramai il marito morto, inizia una relazione con Stefano che tuttavia incontra il fermo respingimento da parte di Maia. Quando i sopravvissuti vengono finalmente ritrovati e Sylvie rivede Luca, si sente enormemente in colpa per averlo tradito con Stefano, il quale, per non turbare il loro precario equilibrio familiare, decide di farsi da parte pur a malincuore. Luca tuttavia scopre tutto e ciò rischia di distruggere per sempre il loro matrimonio. I due coniugi però, ancora visibilmente innamorati, decidono di ricominciare da capo senza più segreti. Sylvie è infatti disposta a perdonare Luca quando scopre, su confessione del marito, che anche lui non le è stato fedele con Marta. Sylvie nota le ferite sul corpo e nell'animo di Luca e ne comprende il cambiamento dovuto ai traumi patiti in mare aperto, mostrandosi pronta ad aiutarlo a superare tutto ma, di fronte all'ennesima menzogna di Luca, seppure dettata dalla volontà dei sopravvissuti di proteggere i congiunti da una verità dolorosa, Sylvie, stanca e delusa, se ne separa e si riavvicina a Stefano Bonanno.
- Bianca Marcucci, interpretata da Maddalena Crippa.
 È la moglie di Armando Leone, dal quale si separa subito dopo la morte della figlia Arianna perdendo di conseguenza una parte del controllo del cantiere Leone. Donna vendicativa, rancorosa e molto indipendente, ha sopportato da sola un grande dolore a seguito della perdita della figlia e poi l'inaspettato naufragio della barca, dove a bordo c'era Armando e al quale è sottinteso volesse ancora bene. Odia profondamente Lèa e la caccia dalla villa che Armando le aveva ceduto nonostante il testamento dell'ex marito a favore della ragazza.
- Frank Berger, interpretato da Florian Fitz.
 Architetto di prestigio dell'Arianna, è un padre attento e decide di partire in accordo con la moglie Giulia, per aiutare Nino in un momento di difficoltà. Frank però ha un segreto, la sua relazione con la cognata Titti, la cui rivelazione inaspettata, appena dopo la partenza da Genova, creerà una grande spaccatura nel rapporto con Giulia ed il figlio Nino, tanto che i loro dissapori legati al rancore di sua moglie porteranno ulteriori disagi e conflitti sull'Arianna, e farà sviluppare malcontento e rancore per il padre da parte di Nino. Man mano però, grazie alla tragedia che colpisce l'Arianna, Frank riesce a riavvicinarsi a Giulia e a farsi perdonare capendo una volta per tutte quanto la sua famiglia conti per lui: per proteggerli si dimostrerà disposto a tutto. Pur di salvare Giulia da dei pirati che assaltano l'Arianna, Frank è il primo a voler barattare la vita della moglie con quella di Lara, che poi viene rapita e portata via, ma a tradimento i pirati minacciano di rapire anche Giulia e Frank con l'intenzione di salvarla, per la disperazione, scatena una sparatoria con l'arma di Lorenzo e durante essa Giulia rimane accidentalmente uccisa e lui stesso viene ferito gravemente.
- Lara Mayer, interpretata da Desirée Pöpper.
 Giornalista, reporter di guerra, decide di partire con l’Arianna e documentare il viaggio. Ottiene tale incarico grazie al fratello che lavora al cantiere Leone. Giovane coraggiosa, forte e indipendente, è in prima linea durante l’emergenza ma assiste impotente alla morte del fratello Matteo: ciononostante prova un senso di colpa per aver mancato alla promessa di proteggerlo stretta col padre prima della partenza. Durante la traversata stringe un notevole legame con Tano, che tuttavia tradirà per istinto di sopravvivenza quando voterà per l'abbandono in mare di Malika, malata e contagiosa. Di lì a poco peraltro anche lei sarà sacrificata dai suoi compagni di viaggio quando i sopravvissuti saranno attaccati da pericolosi pirati venezuelani che intimeranno loro di scegliere due delle donne che essi avrebbero rapito. Di Lara si perdono così le tracce e viene ritenuta morta, finché la si scoprirà sopravvissuta alle torture dei suoi rapitori e ritornata sotto mentite spoglie a Genova, dove progressivamente cercherà vendetta per il tradimento subito ed il suicidio del padre, incapace di resistere alla perdita di entrambi i suoi figli. Infine, Lara, dopo aver rapito Maia ed essersi introdotta in casa di Luca, sarà uccisa da Lorenzo, il quale astutamente inscenerà un'azione di legittima difesa sebbene il risultato lo sconvolgerà: la giovane, infatti, morirà tra le braccia di Luca ma non prima di avergli rivelato di non essere coinvolta nella scomparsa di Tano.
- Titti Morena, interpretata da Elena Radonicich.
 Sorella minore di Giulia, è considerata la spiantata della famiglia e assai meno seria e affidabile rispetto alla sorella. Si scopre essere l'amante di Frank. Dopo la scomparsa dell'Arianna, si prende cura della villa appartenente a Giulia e Frank e per racimolare del denaro trasforma le camere da letto della villa in stanze d'affitto per degli studenti universitari. Sinceramente preoccupata per la scomparsa dei suoi familiari, durante l'anno della sparizione dell'equipaggio spera di poter rivedere e riabbracciare Giulia per chiarirsi con lei, ma ciò non sarà possibile quando apprenderà che solo Nino è sopravvissuto e del quale di conseguenza dovrà prendersene cura divenendo suo tutore. Sebbene per lei sia un ruolo nuovo e totalmente impensato in cui dovrà improvvisarsi e Nino si atteggia in maniera molto rancorosa ed ostile nei suoi confronti, arrivando anche ad aggredirla fisicamente durante degli impeti di rabbia, Titti cerca di star vicino al nipote e ad aiutarlo a superare il trauma che lo tormenta. Ironica, diretta, spontanea, Titti man mano scoprirà tuttavia che lei e Nino sono legati da un vero affetto, e che lei vuole essere un punto di riferimento per lui. Ma alcuni duri eventi e dopo delle rivelazioni da parte di Nino, Titti inizia a temere che il voler bene a Nino forse non basta per essere un buon esempio.
- Paola Russo, interpretata da Raffaella Rea.
 Moglie di Tano e amica di Marta. Segnata dal dolore di aver perso il figlio primogenito Simone, ritrova il coraggio e la gioia di vivere quando, durante l'assenza di Tano, partito per la traversata in mare, capisce di aspettare un altro bambino dal marito. Dopo esser venute a conoscenza della scomparsa dell'Arianna, sviluppa una grande amicizia con l'ispettrice Anita, madre di Gabriele, e si sforza di andare avanti per il piccolo Filippo. Al ritorno dei sopravvissuti, Paola è felice di riabbracciare finalmente Tano, ma si ritrova di fronte un uomo che non riconosce perché di fatto assente e bloccato in un'astrazione schizofrenica, incapace di superarla e tornare alla serenità della vita familiare. Paola, con forza d'animo e amorevole pazienza, è tuttavia disposta ad impegnarsi con energia e tenacia per ricostruire la sua famiglia. Questo suo desiderio sembra cominciare ad avverarsi quando Tano si riconcilia con lei, mostrandosi pronto a ricominciare da capo insieme, e inizia ad accettare il piccolo Filippo, tuttavia la speranza e la gioia vengono brutalmente distrutte quando Tano viene ritrovato morto nel cantiere Leone e ciò fa cadere di nuovo Paola nella disperazione e nello sconforto. Per questo evento, Paola si scaglierà verbalmente contro i sopravvissuti dando a loro tutta la colpa, ritenendo che Tano è morto a causa delle loro menzogne e le sue dure parole faranno visibilmente aumentare ancora di più i molti pesanti rimorsi e i tormenti interiori dei superstiti.
- Ivan De Santis, interpretato da Carmine Recano.
 Razionale ed onesto, è il collega più fidato e vicino ad Anita Clementi, per la quale nutre un autentico affetto. Inizialmente, dubita dei sospetti di lei riguardo la sincerità dei superstiti pensando che Anita si stia ossessionando e si ostini a crederlo non volendo in alcun modo accettare la morte del figlio e questo porta spesso i due a discutere animatamente. Ma quando l'ostinata ed intuitiva collega gli confida delle prove rilevanti della complicità dei sopravvissuti ad un misterioso e delittuoso segreto, a cominciare dalla scoperta che Armando Leone in realtà era ancora vivo molto tempo dopo la tempesta, Ivan la appoggia nella sua indagine privata anche dopo la sospensione di Anita, tenendola spesso al corrente delle decisioni del vicequestore e delle indagini effettuate raccomandandole anche di non fare gesti azzardati, e la donna lo sente come l'unico vero e fidato amico che le rimanga dato che Ivan le è stato vicino quando l'Arianna è scomparsa e l'ha confortata una volta venuta a sapere della morte di Gabriele. Ivan comincerà a credere maggiormente ad Anita, riguardo la falsa verità dei sopravvissuti, a seguito delle morti di Léa (in realtà Adele) e Tano.
- Stefano Bonanno, interpretato da Fausto Maria Sciarappa. Diversamente da suo fratello Lorenzo, l’infanzia difficile che hanno vissuto ha reso Stefano un uomo determinato, affidabile, serio. Insieme a Luca, suo migliore amico di lunga data, ed Armando, suo capo e padre della defunta Arianna nonché sua vecchia amica, dirige il cantiere Leone con molta dedizione e cura, ma non partecipa alla traversata oceanica. Infatti rimane a terra, a Genova, per occuparsi del lavoro al cantiere e anche soprattutto per occuparsi, su richiesta di Luca, della famiglia del Giuliani durante la sua assenza. Lui e suo fratello Lorenzo non vanno affatto d'accordo, per questo condividono un rapporto parecchio tinto di sospetto, sfiducia reciproca e di mal sopportazione. Stefano non esita anche a far trasparire la sua bassa considerazione nei confronti di Lorenzo, a causa del suo carattere scontroso e arrogante e del suo passato legato al carcere per aver ucciso per errore un uomo durante una rissa finita male, tanto da non rivelare a nessuno di avere un fratello in prigione. Dopo la scomparsa dell'Arianna e del suo amico Luca, si avvicina sempre di più alla famiglia di lui, in particolare alla piccola Camilla e a Sylvie, di cui è innamorato e con la quale inizia una segreta relazione andando incontro alla rabbia e al rancore di Maia. Per lui Luca è quasi un fratello oltre che socio, ma il suo sincero amore per Sylvie rischia di distruggere la loro amicizia, dacché per esso e per la propria posizione nel cantiere Stefano è disposto a tutto. Tuttavia Stefano sembra nascondere più di un segreto riguardo a molte questioni, a cominciare dalla morte della giovane Arianna Leone.
- Malika, interpretata da Manda Touré.
 Giovane salvata in mare durante la traversata. Sull'Arianna, nonostante inizi a legare con Lèa, regalandole in segno di amicizia i suoi braccialetti, e con Armando, che se ne prendono cura, la presenza di Malika porta scompigli e discordie tra i naviganti, specialmente dopo che la scoperta che è ammalata di tisi li getta nel panico e, per la maggior parte, essi prendono in sempre più seria considerazione la disumana opzione di abbandonarla in mare per evitare un imminente contagio potenzialmente mortale. Malgrado i tentativi di Luca, Armando, Marta, Tano e Nino per dissuadere i restanti superstiti dal compiere un tale misfatto, Malika viene trasbordata in mare aperto da Gabriele, Lorenzo e Frank.
- Gabriele Clementi, interpretato da Alessio Vassallo.
 Il medico di bordo, figlio adorato di Anita e marito di Marta, si è avvicinato ad Armando, Luca e Stefano perché aveva seguito Arianna durante la malattia. Ha un lato oscuro che né la madre né la moglie conoscono e che si rivelerà in barca mettendo in crisi il suo rapporto con Marta e gli altri naufraghi. Si scopre infatti essere un tossicomane con forti scatti di rabbia che non riesce a gestire e che sfoga sulla moglie, la quale ne rimane sconvolta e terrorizzata. Lui e Lorenzo concordano sul trasbordo di Malika quando si scopre essere malata di tubercolosi, mettendosi quindi in conflitto con Luca ed Armando. Inoltre, Gabriele si fa forte del suo ruolo di medico di bordo istigando e convincendo Lorenzo ad eliminare a sua volta il contagioso Armando, e con l'amico prende il controllo a bordo per organizzare la spartizione delle ormai limitate scorte di acqua e cibo disponibili. Si mostra così, anche per le crisi di astinenza, aggressivo e violento, sia nei confronti di Giuliani di cui è geloso, sia di Marta stessa, di cui giunge ad abusare fisicamente, venendo tuttavia colto in flagrante da Lorenzo. Quasi al limite delle forze, apprende dall'amico però che i proiettili della pistola che Lorenzo aveva portato con sé erano fin dal principio destinati a lui, ed infine viene gettato in mare dagli altri naufraghi dopo che Marta, per vendicarsi, lo accusa, mentendo volutamente, di aver consumato del tutto l'acqua.
- Maia Giuliani, interpretata da Margherita Aresti.
 È la figlia maggiore di Luca e Sylvie e sorella più grande di Camilla. Maia è l'unica che ha continuato ad aspettare con fede il ritorno del padre, non perdendo mai la speranza, al contrario di Sylvie. La dolorosa scomparsa del padre la spinge a crescere prima del tempo, a far maturare ancora di più la sua forza di volontà e la sua determinazione. Quando scopre la relazione nascosta tra sua madre e Stefano, li osteggerà con forza non esitando a mostrare molto rancore verso di loro. Quando l'equipaggio dell'Arianna viene ritrovato, Maia esplode di gioia all'idea di riabbracciare finalmente suo padre e con grande naturalezza si intesterà, subito, la difficile missione di far tornare le cose come prima della partenza nella sua famiglia, mostrando la donna forte che c'è in lei. Con dolcezza e pazienza invece proporrà il suo aiuto a scuola per sostenere Nino nel reinserimento, sicché tra i due nascerà un più sensibile coinvolgimento. Maia ama la sua famiglia, ama molto suo padre, ma le pesanti bugie e i segreti che Luca nasconde ed è costretto a non rivelare, cominceranno a far traballare la fiducia della figlia verso di lui.
- Roberto, interpretato da Nicolas Maupas.
Era il migliore amico di Nino prima che lui partisse per la traversata, ma in sua assenza si è avvicinato a Maia Giuliani per starle vicino e confortarla al meglio che poteva a causa della scomparsa del padre, e i due hanno finito con il frequentarsi e iniziare una relazione. Al ritorno di Nino a Genova e poi a scuola, Roberto lo accoglie calorosamente e con molto affetto, e fin da subito gli mostra il suo sostegno per farlo riabituare all'ambiente caotico della scuola, difendendolo spesso anche dalle prese in giro del bullo Diego. Tuttavia, con il tempo, e poi alla festa di Capodanno a cui partecipa con Maia, scopre che l'amico è ancora innamorato della giovane Giuliani e che la ragazza ricambia il sentimento. Questa novità rischia di sgretolare la sua amicizia con Nino. Roberto però fa intendere di tenere molto al bene di Nino, quando per caso lo scopre a marinare la scuola e lo vede scappare armato di coltello e, preoccupato per lui, lo insegue per capire cosa voglia fare, per poi venire ferito erroneamente dall'amico poiché Nino in realtà crede di essere pedinato dal killer che ha iniziato a seminare il panico tra i sopravvissuti.
- Sofia Morelli, interpretata da Paola Benocci.
 È il risoluto vicequestore superiore di Anita ed Ivan, che non tollera affatto i modi e le azioni di Anita Clementi arrivando a sospenderla dopo che la donna, denunciata da Marta e Lorenzo (poiché aveva puntato la sua pistola di servizio da ubriaca contro lui ed Alex) ossessivamente e ostinatamente ha dato il tormento ai sopravvissuti per avere chiarezza sulla morte del figlio.
- Emanuele Mayer, interpretato da Nello Mascia.
 È l'anziano padre di Lara e Matteo Mayer. Si suicida per la disperazione quando apprende della morte di entrambi i figli.
- Matteo Mayer, interpretato da Domenico Luca.
 Fratello di Lara che lavora nel cantiere Leone, è il primo a morire durante la tempesta lasciando sua sorella Lara logorata dai sensi di colpa.
- Giulia Morena interpretata da Barbora Bobuľová.
 È una famosa attrice di successo, con una vita apparentemente felice e impeccabile. Parte per la traversata sull’Arianna con il marito Frank e il figlio adolescente Nino lasciando a Genova Titti, la sorella minore scapestrata, e uno stormo di fotografi e giornalisti alle spalle. Giulia, che ha sempre messo al primo posto la sua popolarità e la sua fama, si renderà presto conto di non sapere praticamente nulla sulla sua famiglia dato che l'ha trascurata per troppo tempo. Infatti durante il viaggio in barca scoprirà che ci sono altre cose che non vanno nella sua vita: Frank prima di tutto non è un marito perfetto, anzi poco tempo dopo la partenza scopre che non le è stato fedele e l'ha tradita proprio con sua sorella. Infuriata e delusa dalla scoperta esprime subito il volere di andare via, lasciare la barca e tornare indietro a Genova con il figlio Nino, ma poi arriva la tempesta e tutto per lei cambia per sempre. Mal sopporta la vicinanza di Frank e discute con molta frequenza non solo con lui di fronte al figlio ma anche con il resto dell'equipaggio trovandosi in disaccordo con diverse decisioni prese da Luca e Armando e infine Nino, stufo delle liti, mostra il suo dissenso verso la madre facendo capire a Giulia di non essergli stato vicino quando ne aveva bisogno e di non poter fare come vuole in una situazione così complessa e tragica. Lentamente Giulia riesce a perdonare Frank e a riavvicinarsi a Nino, sviluppando con entrambi un rapporto molto forte e intenso. Quando ormai i sopravvissuti sono allo sbando, dopo essere stati attaccati da dei pirati venezuelani, i quali volevano rapire sia Lara che Giulia, quest'ultima viene involontariamente uccisa durante la sparatoria scatenata da Frank nel tentativo di salvarla.

#### Personaggi ricorrenti
- Camilla Giuliani, interpretata da Azzurra Merenda.
 È la tenera e spontanea figlia più piccola di Luca e Sylvie e sorella minore di Maia. Durante la scomparsa del padre, la bambina nel suo smarrimento e dolore trova in Stefano Bonanno, migliore amico storico e fraterno di Luca, una figura di supporto e di sicurezza legando di conseguenza molto con lui. La sua stretta vicinanza a Stefano però scatena un po' di tristezza da parte di Luca una volta rientrato a Genova, ma col tempo Camilla riesce a ricucire il rapporto incrinato con il padre. È un'appassionata di nuoto, sport che pratica quotidianamente.
- Dario, interpretato da Giacomo Albites Coen.
 È un liceale che assieme ai suoi amici tormenta Nino, ma quando quest'ultimo si difende con brutale aggressività dopo una sua pesante allusione riguardo la morte dei suoi genitori durante la traversata, smette di perseguitarlo a scuola lasciandolo finalmente in pace.
- Arianna Leone, interpretata da Alice Arcuri.
 È la figlia defunta di Armando Leone e amica di Luca e Stefano. La sua morte sembra celare un segreto.
- Psicologa, interpretata da Alessia Barela.
- Ottavio Orsini, interpretato da Massimo Olcese.
 È il medico legale con il quale si confrontano la Clementi e De Santis.
- Raùl, interpretato da Christian Laiontini.
 È il capo dei pirati venezuelani saliti sull'Arianna. Spietato, cinico, libidinoso, guida l'arrembaggio durante il quale Lara viene rapita e Giulia rimane uccisa nella sparatoria.

## Produzione
La serie è una co-produzione internazionale nata dalla collaborazione tra i principali operatori televisivi europei tra cui Rai Fiction, ZDF, France Télévisions, Rodeo Drive, progetto nato all'interno di MIA TV Drama Series Pitching Forum nel 2017 ed annunciato ufficialmente nella sesta edizione del Mercato Internazionale Audiovisivo nel 2020.

### Riprese
Le riprese si sono svolte dal 21 ottobre 2020 al 21 maggio 2021 tra Roma e Genova (luoghi in cui è ambientata la serie). A Genova i principali luoghi di ripresa si trovano nell'area del Porto Antico e nell'area fieristica come il padiglione Jean Nouvel, le marine, il Palasport oltre al cimitero di Staglieno, gli appartamenti che si affacciano su Corso Italia, la zona di San Lorenzo e di Piazza della Vittoria, l'Albergo dei Poveri (sede dell'università trasformata per l'occasione in un liceo), il Matitone (sede della questura e che nella realtà ospita uffici comunali), il Belvedere di Castelletto, la spiaggia e il monumento ai Mille di Quarto, il Galata - Museo del Mare (trasformato in ospedale), la zona tra Quarto e Quinto, la sopraelevata, l’acquario, la stazione di Genova Principe, l’area marina protetta di Bergeggi e la località di Gressoney.

## Colonna sonora
La colonna sonora è stata scritta dal compositore Stefano Lentini, il quale ha firmato anche le musiche di Mare fuori e La porta rossa. Le registrazioni sono state effettuate nel corso del 2021 negli studi di registrazione Forum Music Village di Roma e Coloora Film Music con l'Orchestra Italiana del Cinema diretta da Daniele Belardinelli e numerosi musicisti tra cui i pianisti Gilda Buttà e Michelangelo Carbonara, il violinista Alberto Mina, il violoncellista Luca Pincini, il batterista Marco Rovinelli. La colonna sonora è stata concepita come una suite in ventuno movimenti che traccia il percorso narrativo e psicologico dell'intera storia. L'album, dal titolo Sopravvissuti (Colonna Sonora Originale della Serie TV), è uscito negli store digitali di 240 paesi il 3 ottobre 2022.

## Riconoscimenti
- SIAE Music Awards
  - 2023 – Colonna sonora TV[15]